# Dimorphanthera brachyantha
Dimorphanthera brachyantha är en ljungväxtart som beskrevs av Herman Otto Sleumer. Dimorphanthera brachyantha ingår i släktet Dimorphanthera och familjen ljungväxter. Inga underarter finns listade i Catalogue of Life.